# Liste des parcs nationaux du Nigeria

Carte des parcs nationaux du Nigeria.

Le Nigeria possède 8 parcs nationaux, tous classés catégorie II par l'IUCN :
| Parc national                    | Année de création | État            | Superficie (km²) |
| -------------------------------- | ----------------- | --------------- | ---------------- |
| Parc national de Kainji          | 1979              | Kwara, Niger    | 5 380,0          |
| Parc national de Cross River     | 1991              | Cross River     | 8 000,0          |
| Parc national de Gashaka Gumti   | 1991              | Taraba, Adamawa | 6 730,0          |
| Parc national du bassin du Tchad | 1991              | Borno, Yobe     | 2 300,0          |
| Parc national de Yankari         | 1991              | Bauchi          | 2 254,0          |
| Parc national d'Old Oyo          | 1991              | Kwara, Oyo      | 2 530,0          |
| Parc national d'Okomu            | 1999              | Edo             | 181,0            |
| Parc national de Kamuku          | 1999              | Kaduna          | 1 211,3          |